# Jan Krugier
Jan Krugier (ur. 12 maja 1928 w Radomiu, zm. 15 listopada 2008 w Genewie) – polski marszand i kolekcjoner dzieł sztuki żydowskiego pochodzenia.

## Życiorys
Urodził się w Radomiu w rodzinie żydowskiego przedsiębiorcy. Podczas II wojny światowej w 1940 został wywieziony do obozu w Treblince, a następnie do Auschwitz-Birkenau, które cudem przeżył jako jedyny z rodziny. Po zakończeniu wojny został adoptowany przez szwajcarskie małżeństwo. Studiował w akademii sztuk pięknych Kunstgewerbeschule w Zurychu, a w 1947 przeniósł się do Paryża. W Los Angeles poznał Marię Annę Poniatowską, krewną króla Stanisława Augusta, z którą dzielił zainteresowanie sztuką. Pierwszą pracą zakupioną przez nich był rysunek Georges’a Seurata.
Jan Krugier pierwszą galerię założył w 1962 w Genewie, a drugą w 1987 w Nowym Jorku. Kolekcja jego i jego żony obejmuje rysunki, gwasze, monotypie, akwarele, pastele od wczesnego renesansu po drugą połowę XX w. Wśród obrazów z XIX i XX w. są to m.in. dzieła Paula Cézanne’a, Marca Chagalla, Francisa Bacona, Balthusa, Georges’a Braque’a, Alexandra Caldera, Edgara Degasa i Henriego Matisse’a. Największą część stanowią dzieła Pabla Picassa. Galeria Krugiera zarządza także kolekcją Mariny Picasso, wnuczki malarza. W 2008 jego nowojorska galeria wystawiła po raz pierwszy fotografie, których autorką jest Eva Rubinstein.
Jan Krugier zmarł w swoim domu w Genewie.